# Adenocarpus artemisiifolius
Adenocarpus artemisiifolius là một loài thực vật có hoa trong họ Đậu. Loài này được Jahand. & al. miêu tả khoa học đầu tiên.